# Cirphula jungi
Cirphula jungi är en insektsart som beskrevs av Brancsik 1896. Cirphula jungi ingår i släktet Cirphula och familjen gräshoppor. Inga underarter finns listade i Catalogue of Life.